# Nicholas Braun
Nicholas Braun (New York, 1º maggio 1988) è un attore statunitense.

## Biografia
Figlio dell'attore Craig Braun e di Elizabeth Lyle, i suoi genitori divorziarono quando aveva 5 anni. È conosciuto per aver recitato il ruolo di Greg Hirsch nella serie  Succession (2018–2023), per il quale ha ricevuto tre nomination come miglior attore non protagonista agli Emmy.Ha recitato nel ruolo di Zack nel film Sky High - Scuola di superpoteri (con Michael Angarano) del 2005 e nel ruolo di Zeke nel film Disney Gli esploratori del tempo del 2008.

## Filmografia

### Attore

#### Cinema
- Sky High - Scuola di superpoteri (Sky High), regia di Mike Mitchell (2005)
- Amore al primo... Gulp (Love at First Hiccup), regia di Barbara Topsøe-Rothenborg (2009)
- Prom - Ballo di fine anno (Prom), regia di Joe Nussbaum (2011)
- Red State, regia di Kevin Smith (2011)
- Vicini del terzo tipo (The Watch), regia di Akiva Schaffer (2012)
- Noi siamo infinito (The Perks of Being a Wallflower), regia di Stephen Chbosky (2012)
- Innamorarsi a Middleton (At Middleton), regia di Adam Rodgers (2013)
- Date and Switch, regia di Chris Nelson (2014)
- Effetto Lucifero (The Stanford Prison Experiment), regia di Kyle Patrick Alvarez (2015)
- Poltergeist, regia di Gil Kenan (2015)
- Jem e le Holograms (Jem & the Holograms), regia di Jon M. Chu (2015)
- Scherzi della natura (Freaks of Nature), regia di Robbie Pickering (2015)
- Get a Job, regia di Dylan Kidd (2016)
- Single ma non troppo (How to Be Single), regia di Christian Ditter (2016)
- Whiskey Tango Foxtrot, regia di Glenn Ficarra e John Requa (2016)
- Zola, regia di Janicza Bravo (2020)
- Dream Scenario - Hai mai sognato quest'uomo? (Dream Scenario), regia di Kristoffer Borgli (2023)
- Cat Person, regia di Susanna Fogel (2023)
- Saturday Night, regia di Jason Reitman (2024)

#### Televisione
- Walter e Henry (Walter and Henry), regia di Daniel Petrie (2001) - film TV
- Law & Order - Unità vittime speciali (Law & Order: Special Victims Unit) – serie TV, episodio 3x17 (2002)
- Carry Me Home, regia di  Jace Alexander (2004) - film TV
- Senza traccia (Without a Trace) – serie TV, episodio 5x11 (2006)
- Comedy Central Thanksgiving Wiikend: Thanksgiving Island, regia di F. Michael Blum, Jay Lehrfeld (2006) - film TV
- Shark - Giustizia a tutti i costi (Shark) – serie TV, episodio 1x13 (2007)
- Gli esploratori del tempo (Minutemen), regia di Lev L. Spiro – film TV (2008)
- Programma protezione principesse (Princess Protection Program), regia di Allison Liddi – film TV (2009)
- 10 cose che odio di te (10 Things I Hate About You) – serie TV, 20 episodi (2009-2010)
- La vita segreta di una teenager americana (The Secret Life of the American Teenager) – serie TV, episodio 1x19 (2009)
- Succession – serie TV, 39 episodi (2018-2023)
- Calls – serie TV, 1 episodio (2021)
- Santa Inc. - serie TV, 7 episodi (2021)

### Doppiatore
- I Simpson, 1 episodio

## Riconoscimenti

### Primetime Emmy Awards
- 2020 – Candidatura al miglior attore non protagonista in una serie drammatica per Succession

### Critics' Choice Awards
- 2022 – Miglior attore non protagonista in una serie drammatica per Succession

### Screen Actors Guild Award
- 2022 – Miglior cast in una serie drammatica per Succession

## Doppiatori italiani
Nelle versioni in italiano delle opere in cui ha recitato, Nicholas Braun è stato doppiato da: 
- Luigi Morville in Sky High - Scuola di superpoteri, Gli esploratori del tempo, Programma Protezione Principesse, 10 cose che odio di te, Prom - Ballo di fine anno, Single ma non troppo
- Dario Borrelli in Poltergeist, Whiskey Tango Foxtrot
- Simone Crisari in Cold Case - Delitti irrisolti
- Furio Pergolani in Amore al primo... Gulp
- Daniele Raffaeli in Noi siamo infinito
- Alberto Franco in Get a Job
- Omar Vitelli in At Middleton
- Manuel Meli in Succession
- Davide Albano in Saturday Night